# Lapovac
Lapovac is een plaats in de gemeente Slunj in de Kroatische provincie Karlovac. De plaats telt 41 inwoners (2001).